# Kik (rappeur)
Pour les articles homonymes, voir KIK.
KIK, (anciennement Kikesa), de son vrai nom Steven Jarny, est un rappeur français né le 3 janvier 1993 à Nancy. Il se fait connaître en 2018 sur YouTube par son format hebdomadaire du « Dimanche de hippie », à la suite duquel il sortira 3 mixtapes portant le nom de Dimanche de hippie (DDH) avant de sortir son premier album PUZZLE en 2020. Après presque 2 ans de pause, en 2022, il sort l’album Rubi. Album dans lequel il met en scène un personnage fictif mais cependant réel pour le rappeur. En effet Rubi est l’amie imaginaire de KIK, qui durant toute son enfance l'a accompagnée et a porté tous ses secrets, comme il le développe dans son album. En novembre de la même année, il sort 2 nouveaux titres, et dans l’un des deux (Freestyle d'Adieu), il affirme qu'à l'avenir, il ne parlera plus de Rubi dans ses couplets. Il annonce en même temps changer de pseudonyme pour "KIK" à la place de "Kikesa".

## Biographie

### Études
Kikesa grandit à Nancy, sa ville natale, dans le quartier du Haut-du-Lièvre avec son frère Matou qui est un beatmaker ayant travaillé pour PLK (rappeur). Il fait ses études à Lyon. Avant de réussir dans la musique, il se destinait à devenir comptable. Il souffre d'une maladie neurologique rare depuis sa jeunesse, l'algie vasculaire de la face, dont il fera par la suite le sujet d'un des titres de son premier album.

### Débuts avec le MTB Crew
Kikesa débute au sein du groupe MTB Crew (« Mets toi bien »), formé avec Lisko Barry Black, Indie, Alban, Popom, NiCoDeCk et Yannick. Ils sortent leur premier EP en 2013, intitulé Polychrome. Ils enchaînent un an plus tard avec un deuxième EP : Tamaris, en référence au centre commercial de Nancy.

### Accès à la notoriété en solo et DDH
Kikesa commence une carrière solo en 2016. Il se différencie des autres rappeurs avec son look à contre-courant de son style musical, se surnommant lui-même le « rappeur hippie ». Son nom d'artiste fait référence au verbe kicker qui signifie rapper.
En décembre 2017, il se lance le défi de sortir un contenu (titre, clip, vlog de concert, etc.) tous les dimanches pendant un an sur sa chaîne YouTube. Il intitule ce format le Dimanche de hippie,. Il bénéficie de la promotion par deux vidéastes présents sur la plateforme : dans un premier temps, Mahdi Ba vient participer à l'un de ses DDH ; dans un autre temps, Seb la Frite le présente dans son format de vidéo « coup de pouce » qui consiste à faire découvrir à sa communauté des artistes qui, selon lui, méritent d’être mis en avant. Cette vidéo cumule un an plus tard plus de 2 millions de vues.

### Puzzle (2019-2022)
Il signe par la suite chez Capitol Music, un label Universal Music. Il sort alors son premier album intitulé PUZZLE le 18 octobre 2019. Le 26 octobre 2019, il se produit pour la première fois sur la scène de l’Olympia à Paris. L'album est certifié Disque d'or le 23 novembre 2023.

### Rubi (2022-2023)
Un an et demi après la fin de la deuxième saison des DDH, Kikesa signe chez Universal Music, et sort son deuxième album Rubi le 25 mars 2022, racontant l'histoire de sa meilleure amie fictive, qu'il aperçoit seulement en enfilant une paire de lunettes magique. L'album est constitué de 16 titres, dont un featuring avec Soprano et un avec Bigflo et Oli.

### Adieu (2023)
En mai 2023, il sort le single Adieu et dit changer de nom de scènes pour le pseudo KIK.
Le 6 septembre 2023, sort son 3e album.
Il fait son premier Bataclan lors de l'émission 21 Voix Road to Bataclan créée par Alexclick.

## Discographie

### Mixtapes
- 2018 : Dimanche de hippie
- 2018 : Dimanche de hippie, volume 2
- 2018 : Dimanche de hippie, volume 3

### Singles et EP
- 2017 : Négligé
- 2017 : Oubliez moi
- 2017 : Dimanche
- 2018 : OSBLC
- 2018 : Nancy
- 2018 : En attendant
- 2018 : Tout seul
- 2018 : Adieu mon cœur
- 2019 : La paix
- 2019 : J'ai du temps
- 2019 : Oui
- 2019 : Intro
- 2019 : Quand j'étais petit
- 2019 : 4 millions
- 2020 : Quoi de neuf?
- 2020 : Rayon de soleil
- 2020 : Challenge incroyable
- 2020 : Elle sait
- 2020 : Puzzle
- 2020 : Je danse comme ça
- 2020 : Mort de rire
- 2020 : Toujours en retard
- 2020 : Tous les deux
- 2020 : OVGTC
- 2020 : Neptune
- 2020 : Rêve encore
- 2021 : À ma place
- 2022 : L'anniversaire de Julie (feat. Rubi)
- 2022 : Lettre à mon ex
- 2022 : Rubi (feat. rubi)
- 2022 : Tout ira bien (feat Soprano)
- 2022 : Feat.
- 2022 : Freestyle d'adieu
- 2023 : Chaud
- 2023 : Adieu
- 2023 : La Vibe
- 2023 : Le déluge
- 2023 : Glaçons (feat Pex)

### Collaborations
- 2019 : Seth Gueko feat. Kikesa et Misa - Déranger (sur l'album Destroy de Seth Gueko)
- 2020 : Matou feat. Kikesa - Neptune (sur l'album Elixir de Matou)
- 2020 : VSO feat. Kikesa - Sommet (sur l'album Adrénaline de VSO)
- 2020 : Némir feat. Kikesa - Je plane (sur l'album Nemir de Némir)
- 2020 : LauCarré feat. Kikesa - Différents (sur l'album Les Dés Sont Jetés de LauCarré)
- 2021 : 47ter feat. Kikesa - OVGTC Star Wars Remix
- 2022 : Kemmler feat. Kikesa - Relation Toxique